# Hyposidra aquilaria
Hyposidra aquilaria là một loài bướm đêm trong họ Geometridae.